# Корона-де-Тусон
Корона-де-Тусон (англ. Corona de Tucson) — переписна місцевість (CDP) в США, в окрузі Піма штату Аризона. Населення — 9240 осіб (2020).

## Географія

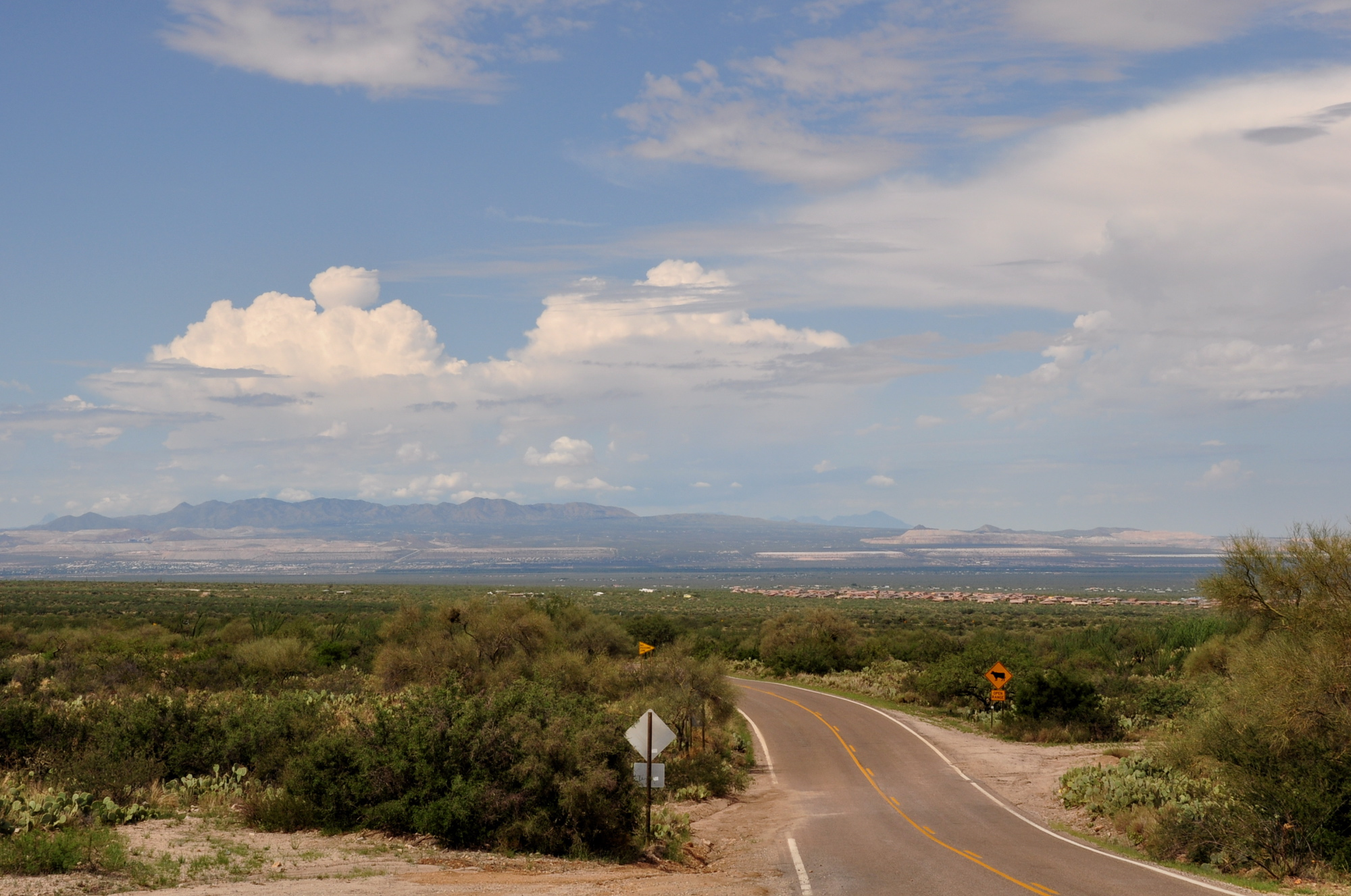
Вид на гори С'єріта і мідні рудники з Корона-де-Тусон

Корона-де-Тусон розташована за координатами 31°56′58″ пн. ш. 110°47′1″ зх. д. / 31.94944° пн. ш. 110.78361° зх. д. (31.949480, -110.783645).  За даними Бюро перепису населення США в 2010 році переписна місцевість мала площу 15,77 км², уся площа — суходіл.

## Демографія
Згідно з переписом 2010 року, у переписній місцевості мешкало 5675 осіб у 2016 домогосподарствах у складі 1621 родини. Густота населення становила 360 осіб/км².  Було 2165 помешкань (137/км²).
Расовий склад населення:
| - 85,2 % — білих - 3,7 % — чорних або афроамериканців - 2,2 % — азіатів - 0,8 % — корінних американців - 3,8 % — осіб інших рас |

До двох чи більше рас належало 4,3 %. Частка іспаномовних становила 18,8 % від усіх жителів.
За віковим діапазоном населення розподілялося таким чином: 30,1 % — особи молодші 18 років, 61,6 % — особи у віці 18—64 років, 8,3 % — особи у віці 65 років та старші. Медіана віку мешканця становила 34,6 року. На 100 осіб жіночої статі у переписній місцевості припадало 98,5 чоловіків;  на 100 жінок у віці від 18 років та старших — 96,4 чоловіків також старших 18 років.
Середній дохід на одне домашнє господарство  становив 93 303 долари США (медіана — 90 231), а середній дохід на одну сім'ю — 95 956 доларів (медіана — 90 683). За межею бідності перебувало 1,3 % осіб, у тому числі 0,0 % дітей у віці до 18 років та 0,0 % осіб у віці 65 років та старших.
Цивільне працевлаштоване населення становило 3113 особи. Основні галузі зайнятості: освіта, охорона здоров'я та соціальна допомога — 21,6 %, публічна адміністрація — 17,8 %, виробництво — 15,5 %.